# IC 4684
IC 4684 је емисиона маглина са звијездама у сазвјежђу Стријелац која се налази на листи објеката дубоког неба у Индекс каталогу.
Деклинација објекта је - 23° 26' 9" а ректасцензија 18h 9m 8,6s. IC 4684 је још познат и под ознакама LBN 34, ESO 521-N*33.